# Naughty by Nature (album)
A Naughty by Nature csapat 2. stúdióalbuma, mely 1991. szeptember 3-án jelent meg a Tommy Boy kiadónál. Mind kritikailag, mind a rajongók körében nagy sikereket ért el, és platinalemez lett 1992. február 6-án, részben az első kislemezsikernek köszönhetően - O.P.P. - mely a Billboard Hot 100-as listán 6. helyezést ért el. Az albumról három dal jelent meg kislemezen, és videóklip is készült mindhárom dalból.
Több kritikus is azt állította, hogy az első kislemez 1991 őszén a rádiós játszási listán előkelő helyezést ért el, és az album is klasszikusként vonult be a zenetörténelembe.
1998-ban az album bekerült a 100 legjobb rap album kategóriába.

## Tracklista
1. "Yoke the Joker" – 5:13
2. "Wickedest Man Alive (feat. Queen Latifah)" – 4:21
3. "O.P.P." – 4:31
4. "Everything's Gonna Be Alright" – 4:51
5. "Let the Ho's Go" – 4:16
6. "Every Day All Day" – 5:41
7. "Guard Your Grill" – 5:02
8. "Pin the Tail on the Donkey" – 3:47
9. "1, 2, 3 (feat. Lakim Shabazz and Apache)" – 4:44
10. "Strike a Nerve" – 6:22
11. "Rhyme'll Shine On (feat. Aphrodity)" – 3:56
12. "Thankx for Sleepwalking" – 5:26
13. "Uptown Anthem" – 3:04

## Hangminták
"Yoke the Joker"
- "Synthetic Substitution" by Melvin Bliss

"Wickedest Man Alive"
- "Big Beat" by Billy Squier

"O.P.P."
- "ABC" by The Jackson 5
- "Oh Honey" by Delegation
- "Synthetic Substitution" by Melvin Bliss

"Everything's Gonna Be Alright"
- "Hihache" by Lafayette Afro Rock Band
- "I'll Take You There" by Staple Singers
- "No Woman, No Cry" by Boney M

"Let the Ho's Go"
- "Housequake" by Prince
- "Take Me to the Mardi Gras" by Bob James

"Every Day All Day"
- "Pride and Vanity" by Ohio Players

"Guard Your Grill"
- "Funky Drummer" by James Brown

"Pin the Tail on the Donkey"
- "I Don't Know What this World is Coming To" by Wattstax
- "Welcome to the Terrordome" by Public Enemy

"1, 2, 3"
- "Candy Man" by Quincy Jones
- "The Last Song" by Above the Law
- "It's Funky Enough" by The D.O.C.

"Rhyme'll Shine On"
- "Devotion (Live)" by Earth, Wind & Fire
- "You'll Like It Too" by Funkadelic
- "For the Love of You" by The Isley Brothers

"Thankx for Sleepwalking"
- "You Know My Name (Look Up the Number)" by The Beatles

## Slágerlisták, helyezések

### Album slágerlista helyezések
| Év   | Album             | Helyezés      | Helyezés                    |
| Év   | Album             | Billboard 200 | Top R&B/Hip Hop Album lista |
| ---- | ----------------- | ------------- | --------------------------- |
| 1991 | Naughty by Nature | 16            | 10                          |

### Kislemez slágerlista helyezések
| Év   | Dal                             | Helyezések        | Helyezések                    | Helyezések         | Helyezések                            | Helyezések                |
| Év   | Dal                             | Billboard Hot 100 | Hot R&B/Hip-Hop kislemezlista | Hot Rap kislemezek | Hot Dance Music/Maxi-Singles eladások | Hot Dance Music/Club Play |
| ---- | ------------------------------- | ----------------- | ----------------------------- | ------------------ | ------------------------------------- | ------------------------- |
| 1991 | "O.P.P."                        | 6                 | 5                             | 1                  | 1                                     | 7                         |
| 1992 | "Everything's Gonna Be Alright" | 53                | 12                            | 9                  | 8                                     | -                         |
| 1992 | "Uptown Anthem"                 | -                 | 58                            | 27                 | 16                                    | -                         |